# Municipio XV
Municipio Roma XV ist die fünfzehnte administrative Unterteilung der italienischen Hauptstadt Rom.
Die Assemblea Capitolina (Stadtrat von Rom) errichtete mit seiner Resolution Nr. 11 am 11. März 2013 den Municipio XV, welcher den ehemaligen Municipio Roma XX ersetzte.

## Geschichtliche Unterteilung
Auf dem Territorium des Municipio sind die folgenden topografischen Bereiche der Hauptstadt Rom:
Quartier
- Q. XV Della Vittoria
- Q. XVIII Tor di Quinto

Suburbi
- S. I Tor di Quinto
- S. XI Della Vittoria

Zone
- Z. LI La Storta
- Z. LII Cesano
- Z. LIII Tomba di Nerone
- Z. LIV La Giustiniana
- Z. LV Isola Farnese
- Z. LVI Grottarossa
- Z. LVII Labaro
- Z. LVIII Prima Porta
- Z. LIX Polline Martignano

## Administrative Gliederung
Das Municipio Roma XV umfasst die gleichen Zone Urbanistiche wie das vormalige Municipio Roma XX:
| Municipio Roma XV      | Municipio Roma XV |
| ---------------------- | ----------------- |
| 20A Tor di Quinto      | 12.938            |
| 20B Acquatraversa      | 9.891             |
| 20C Tomba di Nerone    | 33.049            |
| 20D Farnesina          | 19.444            |
| 20E Grotta Rossa Ovest | 2.698             |
| 20F Grotta Rossa Est   | 1.252             |
| 20G Giustiniana        | 11.031            |
| 20H La Storta          | 20.881            |
| 20I Santa Cornelia     | 9.126             |
| 20L Prima Porta        | 3.649             |
| 20M Labaro             | 22.261            |
| 20N Cesano             | 11.412            |
| 20O Martignano         | 40                |
| 20X Foro Italico       | 684               |
| Nicht zuordenbar       | 1.628             |
| Zusammen               | 159.984           |

## Fraktion
Im Territorium des Municipio sind folgende Fraktionen der Stadt Rom:
- Cesano
- Isola Farnese
- La Giustiniana
- La Storta
- Olgiata
- Osteria Nuova
- Prima Porta
- Saxa Rubra

## Präsidenten
- 2013–2016: Daniele Torquati[2] Partito Democratico
- 2016–0000: Stefano Simonelli[3] MoVimento 5 Stelle